# Ранђел Павловић
Ранђел (Саве) Павловић (Копаоник, 1879 — Ђуревац, 29. фебруар 1919) био је српски војник. Носилац је Карађорђеве звезде са мачевима.

## Биографија
Рођен је 1879. године од оца Саве и мајке Божице у једном копаоничком селу одакле се његова породица после ослобођења Топлице од Турака 1878. године доселила у село Ђуревац код Блаца. Завшрио је пет разреда школе и као писмен и угледан домаћин био је биран често за кмета у свом селу. Војску је одслужио у Крагујевцу и Београду 1899—1901. а завршио са чином пешадијског каплара. Ранђел је учесник ратова 1912—1918. године. Борио се у Гвозденом пуку у биткама на Брегалници, Церу и Колубари, а после повлачења преко Албаније и на Солунском фронту. За храброст исказану у рату са Бугарима 1913. одликован је Златном медљом за храброст. За време Првог светског рата истакао се изузетном храброшћу у тешким борбама на Церу и Колубари и за подвиге у тим борбама, указам бр. 11123 одликован је Златним војничким орденом Карађорђеве звезде са мачевима. Поред ратних одликовања за храборост, имао је и све споменице минулих ратова укључујући и албанску споменицу.
После завршетка ратова вратио се у своје село. Убијен је у Савића Лугу изнад гробља у Ђуревцу од непознатих особа. Сахрањен је 29. фебруара 1919. године. Имао је четири сина: Владимира, Станоја, Предрага и Војислава.